# Dorota Ryl
Dorota Helena Ryl z domu Woźniak (ur. 2 marca 1961 w Sieradzu) – polska samorządowiec i urzędniczka, w latach 2010–2014 wicemarszałek województwa łódzkiego, w latach 2014–2018 wiceprzewodnicząca sejmiku łódzkiego, od 2023 wojewoda łódzki.

## Życiorys
Absolwentka zarządzania i marketingu w Wyższej Szkole Kupieckiej w Łodzi, kształciła się podyplomowo z audytu wewnętrznego w administracji i gospodarce. Odbyła wyższy kurs obronny w Akademii Obrony Narodowej oraz kurs protokołu dyplomatycznego, uzyskała uprawnienia audytora wewnętrznego. Początkowo pracowała w urzędzie gminy Sieradz i w Urzędzie Wojewódzkim w Sieradzu. Od 2000 do 2004 zatrudniona na stanowisku głównego specjalisty ds. kontroli w wieluńskim starostwie powiatowym. Od 2004 do 2010 była inspektorem kontroli w Regionalnej Izbie Obrachunkowej w Łodzi.
Zaangażowała się w działalność polityczną w ramach Platformy Obywatelskiej. W 2010 i 2014 uzyskiwała mandat radnej sejmiku łódzkiego IV i V kadencji. W 2011 kandydowała do Senatu w okręgu nr 27, zajmując 2. miejsce wśród 5 kandydatów. W kadencji 2010–2014 sprawowała funkcję wicemarszałka województwa łódzkiego, w kolejnej kadencji objęła stanowiska wiceprzewodniczącej sejmiku oraz przewodniczącej Komisji Budżetu i Finansów. W 2016 została dyrektorem Łódzkiego Ośrodka Doradztwa Rolniczego (oddział w Kościerzynie), a w 2017 pełnomocnikiem ds. rozwoju w Ośrodku Rehabilitacyjno-Leczniczym w Rafałówce. W 2018 nie uzyskała reelekcji do sejmiku. Powróciła jednak do tego gremium w trakcie VI kadencji, zastępując w nim zmarłego Andrzeja Owczarka. W 2023 ponownie bez powodzenia ubiegała się o mandat senatora (zajęła 2. miejsce wśród 3 pretendentów).
20 grudnia 2023 została powołana na urząd wojewody łódzkiego.

## Odznaczenia
- Srebrna Odznaka „Zasłużony dla Ochrony Przeciwpożarowej” (2012)[14]
- Złoty Medal za Długoletnią Służbę (2014)[15]